# Скутелніч (комуна)
Скутелніч (рум. Scutelnici) — комуна у повіті Бузеу в Румунії. До складу комуни входять такі села (дані про населення за 2002 рік):
- Аркану (473 особи)
- Брегеряса (757 осіб)
- Ліпенеску (329 осіб)
- Скутелніч (1086 осіб) — адміністративний центр комуни

Комуна розташована на відстані 79 км на північний схід від Бухареста, 34 км на південь від Бузеу, 108 км на південний захід від Галаца, 136 км на південний схід від Брашова.

## Населення
За даними перепису населення 2002 року у комуні проживали 2645 осіб.
Національний склад населення комуни:
| Національність | Кількість осіб | Відсоток |
| -------------- | -------------- | -------- |
| румуни         | 2614           | 98,8%    |
| цигани         | 29             | 1,1%     |
| угорці         | 2              | 0,1%     |

Рідною мовою назвали:
| Мова      | Кількість осіб | Відсоток |
| --------- | -------------- | -------- |
| румунська | 2643           | 99,9%    |
| угорська  | 2              | 0,1%     |

Склад населення комуни за віросповіданням:
| Релігія                                       | Кількість осіб | Відсоток |
| --------------------------------------------- | -------------- | -------- |
| православні                                   | 2634           | 99,6%    |
| бретрени                                      | 5              | 0,2%     |
| реформати                                     | 2              | 0,1%     |
| адвентисти                                    | 2              | 0,1%     |
| п'ятдесятники                                 | 1              | < 0,1%   |
| лютерани (Синодально-пресвітеріанська церква) | 1              | < 0,1%   |